# Conus fulvobullatus
Conus fulvobullatus é uma espécie de gastrópode do gênero Conus, pertencente à família Conidae.